# Lobelia calochlamys
Lobelia calochlamys là loài thực vật có hoa trong họ Hoa chuông. Loài này được (Donn.Sm.) Wilbur mô tả khoa học đầu tiên năm 1991.